# Karlheinz Diez
Karlheinz Diez (* 20. února 1954 Freigericht-Horbach) je římskokatolický duchovní a pomocný biskup ve Fuldě.

## Život
Narodil se v Horbachu jako nejstarší ze tří synů manželů Raymunda a Herty Diezových. Středoškolské vzdělání získal na gymnáziu ve Freigerichtu-Sombornu a poté jako konviktorista na Domgymnáziu ve Fuldě. Po maturitě v roce 1972 vstoupil do kněžského semináře ve Fuldě a v roce 1973 pokračoval ve studiu na Collegium Germanicum v Římě. Tam 19. března 1977 přijal z rukou fuldského biskupa Eduarda Schicka jáhenské svěcení. Dne 10. října následujícího roku přijal z rukou ostřihomského arcibiskupa Lászlóa kardinála Lékaie svátost kněžského svěcení, rovněž v Římě. V letech 1979–1981 působil jako kaplan ve farnosti Panny Marie v Kasselu.
Poté zahájil doktorandské studium na Papežské gregoriánské univerzitě v Římě, kde v roce 1985 získal doktorát teologie s prací o chápání církve u Petra Canisia s názvem „Kristus a jeho církev“. Diez poté začal pracovat na své habilitační práci, ale zároveň byl pověřen úkoly ve fuldské diecézi. V letech 1985-2000 pomáhal emeritnímu biskupovi Eduardu Schickovi jako člen jeho týmu. V letech 1989–2000 působil jako subregens v kněžském semináři ve Fuldě. V roce 1995 se v Mohuči habilitoval v oboru „Dogmatika a ekumenická teologie“. Jeho habilitační práce nese název „Ecclesia - non est civitas Platonica.“ Odpovědi katolických kontroverzních teologů 16. století na „Dotaz na ,viditelnost‘ církve“ Martina Luthera („Ecclesia – non est civitas Platonica“. Antworten katholischer Kontroverstheologen des 16. Jahrhunderts auf Martin Luthers „Anfrage an die ‚Sichtbarkeit‘ der Kirche“).
Od března 1993 do roku 1996 byl ekumenickým poradcem a v letech 1990–1999 působil jako duchovní rádce pro budoucí farní poradce ve fuldské diecézi. V roce 1998 ho arcibiskup Johannes Dyba jmenoval řádným profesorem liturgiky na Teologické fakultě ve Fuldě. V roce 2001/2002 ho fakultní konference Teologické fakulty ve Fuldě zvolila prorektorem. V roce 2002 ho biskup Heinz Josef Algermissen jmenoval řádným profesorem dogmatiky, dějin dogmatu a ekumenické teologie. V srpnu téhož roku mu papež Jan Pavel II. udělil titul kaplana Jeho Svatosti (Monsignor).
13. července 2004 ho papež Jan Pavel II. jmenoval titulárním biskupem ve Villa Regis a pomocným biskupem ve Fuldě. Dne 26. září 2004 byl v katedrále ve Fuldě vysvěcen na biskupa biskupem Heinzem Josefem Algermissenem. Spolusvětiteli byli emeritní pomocný biskup z Fuldy Johannes Kapp a kodaňský biskup Czesław Kozon.
Karlheinz Diez je členem Komise pro víru, Komise pro manželství a rodinu a Subkomise pro mezináboženský dialog (Komise pro univerzální církev (X)) Německé biskupské konference.
Poté, co papež František přijal rezignaci biskupa Heinze Josefa Algermissena, katedrální kapitula 9. června 2018 jej zvolila diecézním administrátorem. 31. března 2019 jej biskup Michael Gerber jmenoval biskupským vikářem pro liturgii, který vykonává i funkci pomocného biskupa.
V listopadu 2021 byl zvolen katedrálním děkanem katedrální kapituly ve Fuldě, kde vystřídal Wernera Kathreina.

## Monografie
- Christus und seine Kirche. Paderborn, Bonifatius 1987 (německy)
- „Ecclesia – non est Platonica“. Frankfurt, Knecht 1997 (německy)